# Ванчинец
Ванчинец (укр. Ванчинець) — село в Ванчиковецкой сельской общине Черновицкого района Черновицкой области Украины.
До 2020 года входило в Новоселицкий район
Население по переписи 2001 года составляло 246 человек. Почтовый индекс — 60351. Телефонный код — 3733. Код КОАТУУ — 7323081202.

## Известные уроженцы
- Сабадаш, Степан Алексеевич (1920—2006) — украинский и советский композитор, дирижёр, хормейстер. Заслуженный деятель искусств Украинской ССР (1965), народный артист Украины (2000).